# Bonnie (Illinois)
Pour les articles homonymes, voir Bonnie.
Bonnie est un village du comté de Jefferson, dans l'Illinois, aux États-Unis. Les premiers pionniers s'installent dans la région entre 1890 et 1896. La communauté est baptisée Bonnie en 1895. 
Le village est incorporé le 23 mars 1914. Lors du recensement de 2010, le village comptait une population de 397 habitants.

## Source de la traduction
- (en) Cet article est partiellement ou en totalité issu de l’article de Wikipédia en anglais intitulé « Bonnie, Illinois » (voir la liste des auteurs).